# K.J. Hill
Reanard O’Keith Hill Jr., detto K.J. (Little Rock, 15 settembre 1997), è un giocatore di football americano statunitense che milita nel ruolo di wide receiver per i Los Angeles Chargers della National Football League (NFL).

## Carriera

### Los Angeles Chargers
Hill al college giocò a football a Ohio State dal 2015 al 2019. Fu scelto dai Los Angeles Chargers nel corso del settimo giro (220º assoluto) del Draft NFL 2020. Nella sua stagione da rookie ricevette 7 passaggi per 73 yard in 15 presenze.